# Mont Pèlerin
Ne doit pas être confondu avec Monte Pellerin ou Château Saint-Gilles.
Le mont Pèlerin est un sommet du plateau suisse situé sur la commune de Chardonne en Suisse. La tour de radio-diffusion Plein Ciel se trouve au sommet du mont. Il a donné son nom à la localité du Mont-Pèlerin.

## Géographie

### Situation

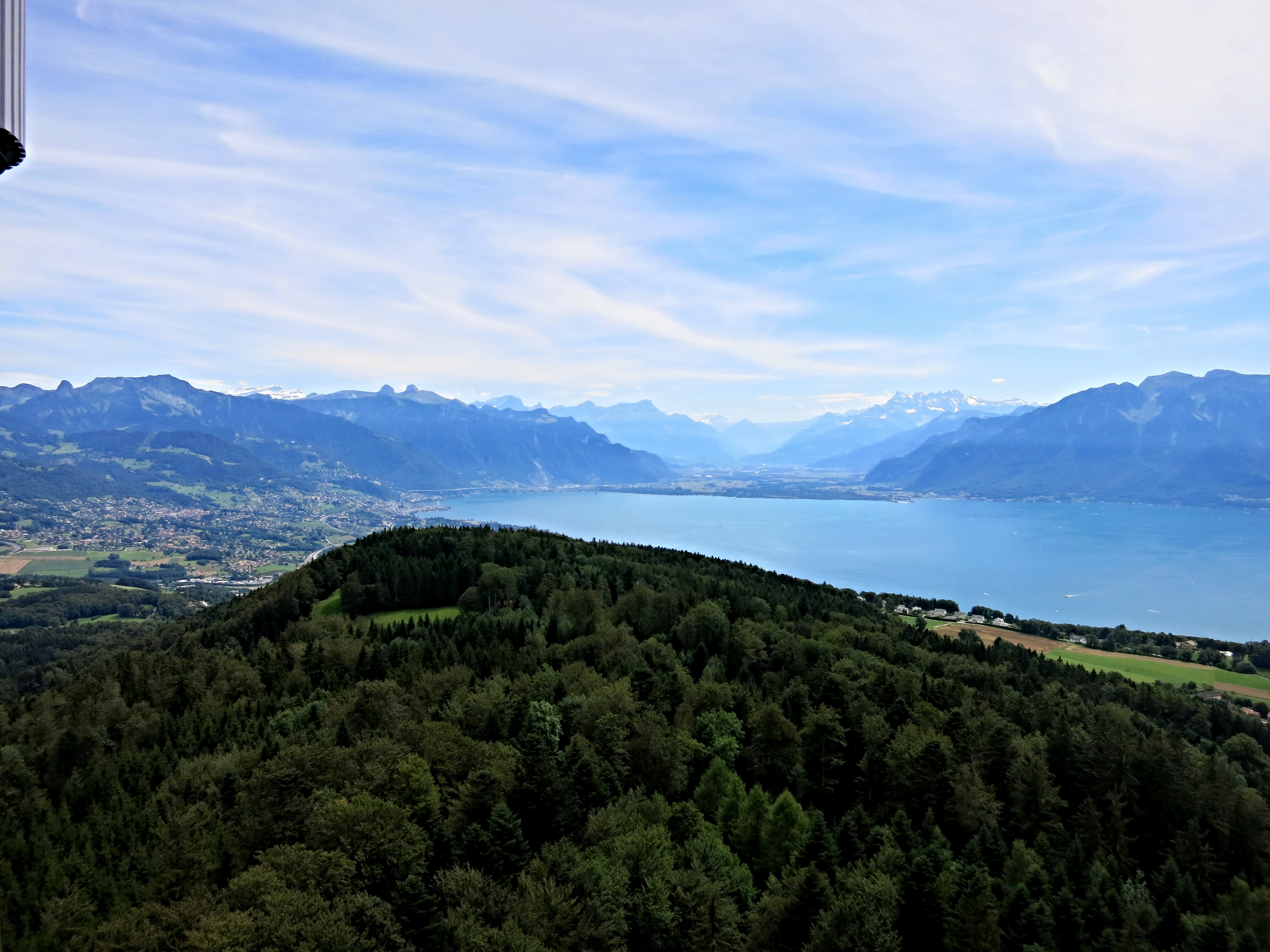
Vue en direction du sud depuis la tour relais du mont Pèlerin.

Le mont Pèlerin se situe sur la rive nord-est du Léman, principalement sur la commune de Chardonne, une faible part du versant nord-ouest étant localisé sur la commune de Puidoux. Il est immédiatement bordé par deux autres reliefs d'élévation légèrement inférieure : le mont Vuarat (985 m) à l'est et le mont Chesau (982 m) au nord. Cet ensemble de relief est séparé des Préalpes vaudoises par la vallée de la Veveyse entre Châtel-Saint-Denis et Vevey.
Depuis son sommet, le mont Pèlerin offre une vue sur les préalpes vaudoises et fribourgeoises, la vallée du Rhône et le massif du Chablais. Par temps dégagé, on peut apercevoir le Catogne, le Grand Combin, le mont Vélan et le village de Chemin-Dessous à Martigny.

### Géologie
Avec le mont Vuarat et du mont Chesau, le mont Pèlerin forme un relief périphérique des Préalpes suisses appartenant à la molasse charriée (ou molasse subalpine),. Contrairement à la molasse du plateau (située au nord) qui demeure relativement peu déformée, la molasse charriée est soumise aux contraintes exercées par la poussée vers le nord des nappes des Préalpes suisses. Ces contraintes se traduisent par une déformation de la molasse et son charriage sur la molasse du plateau, représentée ici par la molasse à charbon (Chattien tardif),. Le mont Pèlerin est ainsi délimité à l'ouest par la faille inverse Broye - Bois de Tey, qui lui permet de chevaucher la molasse à charbon, et à l'est par une légère voûte anticlinale à hauteur de la commune d'Attalens. Cette dernière est chevauchée par des écailles de molasse rouge (Chattien précoce),,.
Les couches du mont Pèlerin appartiennent plus précisément à la molasse d'eau douce inférieure. Ce sont des dépôts fluviatiles résultant d'une première phase de comblement du bassin molassique suisse. Ils oscillent entre des grès grossiers à la base (grès d'Attalens) et des poudingues préférentiellement développés au sommet de la série,. Ces derniers représenteraient 30 à 50 % de la série. Ils forment des bancs épais de 1 à 10 m qui ressortent fréquemment et constituent les falaises ou proéminences qui caractérisent les flancs du mont Pèlerin et le vignoble de Lavaux. Les bancs sont séparés par des intervalles marneux qui affleurent rarement. 
Des gisements palustres riches en matière organique, quelques niveaux charbonneux et des gisements de feuilles fossiles ont aussi été décrits. L'épaisseur totale de la série n'est pas connue en raison de l'érosion des séries sommitales par le charriage des unités sus-jacentes mais son épaisseur actuelle est estimée entre 700 et 1 000 m,. Les coquilles de mollusque identifiées à Châtel-Saint-Denis fournissent un âge compris entre le Chattien et l'Aquitanien (Oligocène tardif - Miocène précoce). Cet âge est corroboré par les gisements de micromammifères qui sont tous attribués à la biozone MP27, (Chattien).
Les galets des poudingues du mont Pèlerin sont de petites tailles (4 à 5 cm) mais certains peuvent atteindre jusqu'à 33 cm. Ils sont enrobés dans une matrice composés de grains calcaires, rarement de quartz, feldspath ou micas, et englobés dans un ciment calcaire peu développé. La prépondérance de roches sédimentaires dans les poudingues et la rareté en matériel magmatique et métamorphique démontrent que les apports sédimentaires sont restreints aux Préalpes suisses dont la proximité a favorisé une accumulation de matériels grossiers sous la forme d'un immense cône alluvial.
|                                           | proportion moyenne | origine                                              |
| ----------------------------------------- | ------------------ | ---------------------------------------------------- |
| Calcaire siliceux, spongolotihes et silex | 66,7 %             | nappe des Préalpes médianes (Jurassique inférieur)   |
| Grès et conglomérats                      | 24,8 %             | flyschs ultrahelvétiques, du Gurnigel et de la Simme |
| Dolomies                                  | 5,6 %              | nappe des Préalpes médianes (Trias)                  |
| Calcaires divers                          | 2,5 %              | nappes ultrahelvétiques et des Préalpes médianes     |
| Roches magmatiques et métamorphiques      | 0,4 %              | unités internes                                      |

## Accès
Le funiculaire Vevey – Chardonne – Mont Pèlerin relie Vevey à la station du Mont Pèlerin à 810 mètres d'altitude.

## Religion
Le monastère et centre d'étude du bouddhisme tibétain Rabten Choeling y a été fondé par Guéshé Rabten Rinpotché au Mont-Pèlerin en 1977 .

## Politique
Le sommet et la localité ont donné leur nom à la Société du Mont Pèlerin, club promouvant le libéralisme et qui s'y réunit chaque année. Elle fut fondée en 1947 par Friedrich Hayek et accueillit des grands penseurs libéraux, au premier rang desquels Milton Friedman.